# Křepice

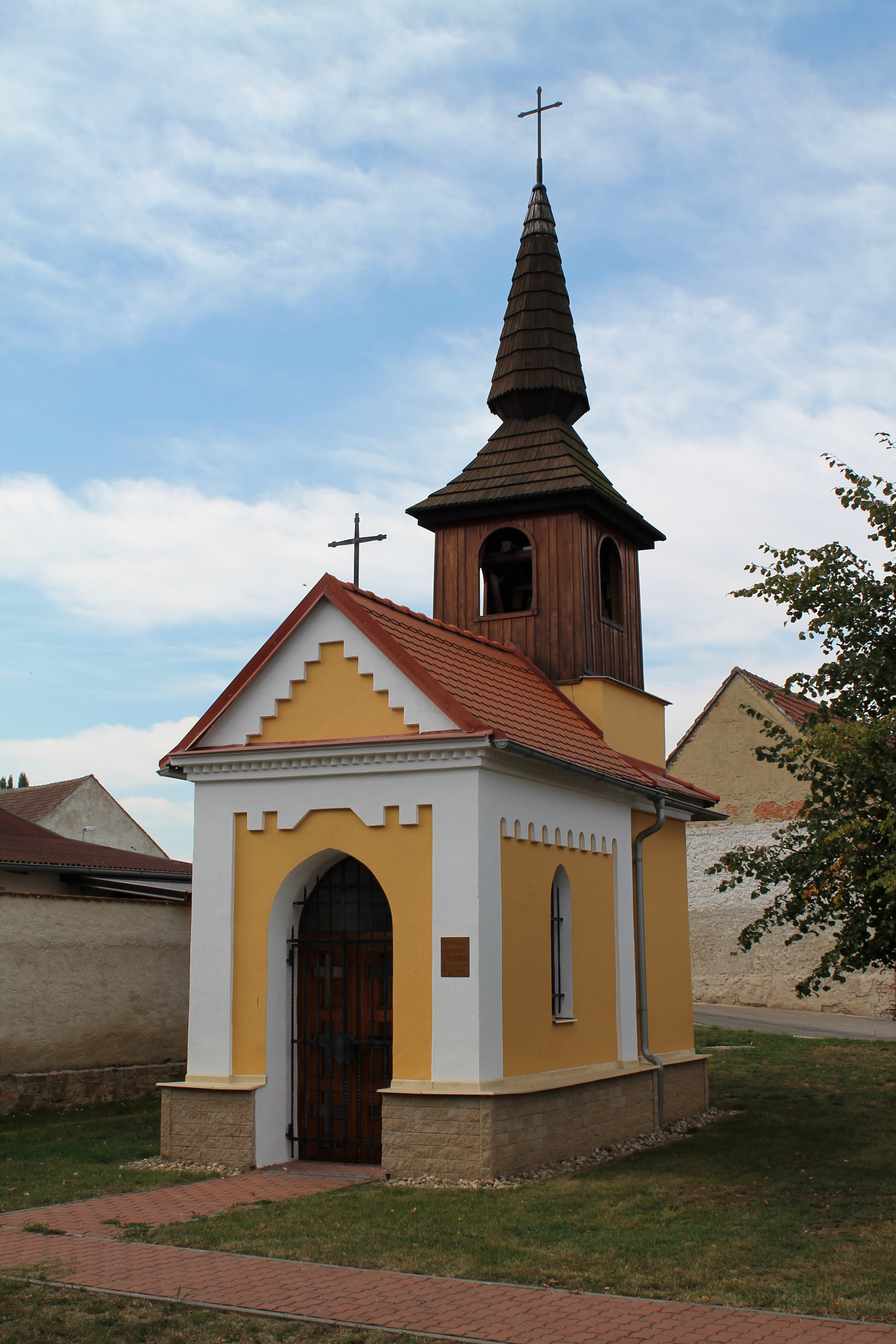
Kapelle der Jungfrau Maria von Lourdes

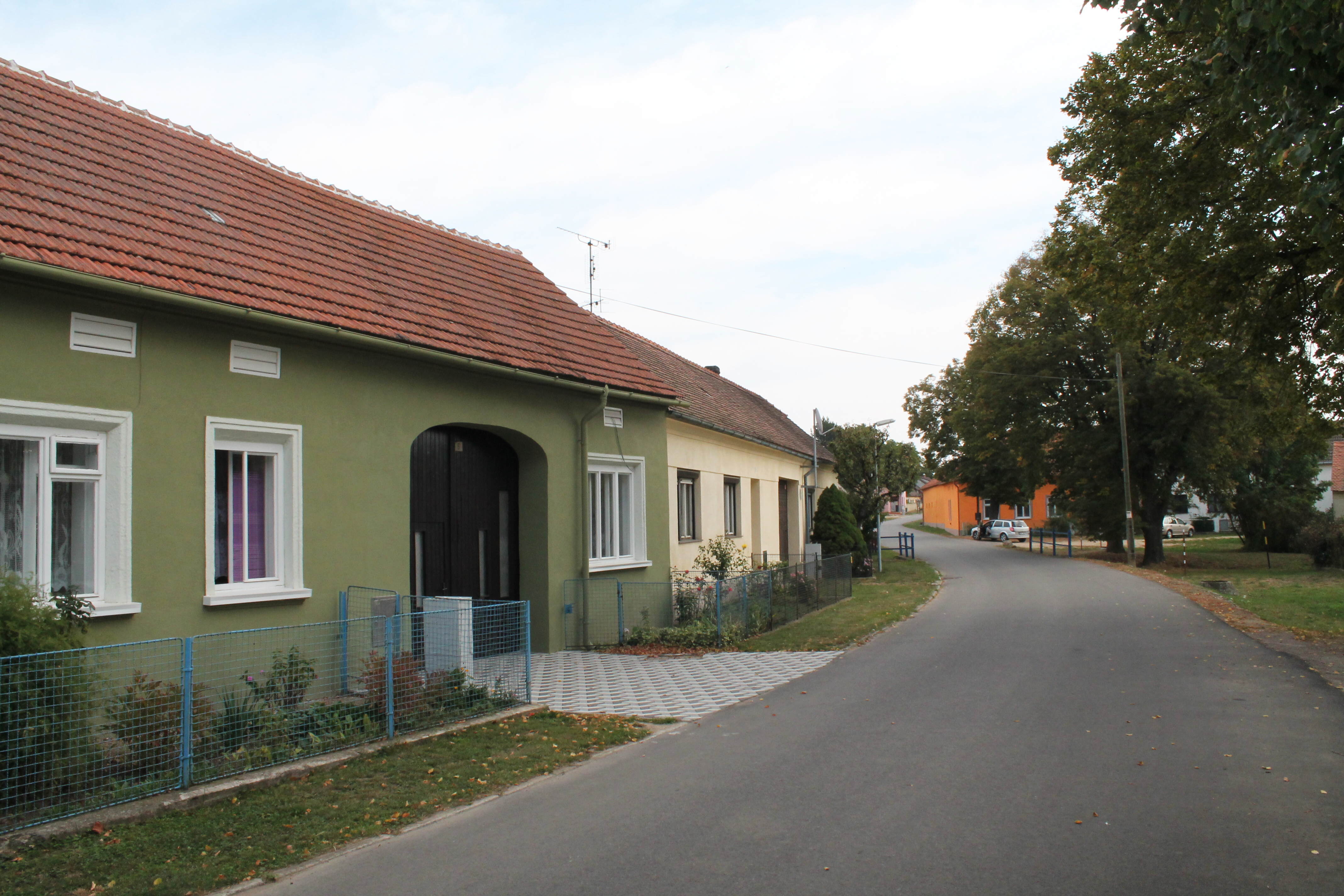
Dorfplatz

Křepice (deutsch Krzepitz, auch Krepitz) ist eine Gemeinde in Tschechien. Sie liegt 15 Kilometer nördlich von Znojmo und gehört zum Okres Znojmo.

## Geographie
Das Platzdorf Křepice befindet sich linksseitig des Baches Křepický potok am südöstlichen Abfall der Jevišovická pahorkatina (Jaispitzer Hügelland). Gegen Osten bildet der Bach Křepička ein tief eingeschnittenes Tal. Südöstlich erhebt sich der Hradisko (339 m.n.m.) mit der Burgstätte Křepice, im Westen der Nad Makšovkou (399 m n.m.). Im Süden erstreckt sich der Mikulovický les (Niklowitzer Wald).
Nachbarorte sind Dobronice, Tavíkovice und Přeskače im Norden, Medlice und Pustý Zámek im Nordosten, Višňové und Mlýnek im Osten, Morašice, Horní Dunajovice, Žerotice und Kyjovice im Südosten, Tvořihráz, Výrovice und Mikulovice im Süden, Rudlice, Vevčice und Bojanovice im Südwesten, Stupešice im Westen sowie Ratišovice, Slatina und Běhařovice im Nordwesten.

## Geschichte
Archäologische Funde belegen eine frühzeitliche Besiedlung der Gegend. Die frühzeitliche Burgstätte Křepice gehört neben den Anlagen Pustý zámek und Kadov zu den ältesten in Südmähren. Nachdem der Bauer Antonín Kudrna auf seinem Feld am Osthang des ansonsten bewaldeten Sporns beim Pflügen etliche Gegenstände und Scherben zu Tage gefördert hatte, verständigte er den Hobbyarchäologen Jaroslav Palliardi, der den Sporn zusammen mit dem Boskovštejner Schuldirektor František Vildomec untersuchen ließ. Im Zuge der Ausgrabungen wurden Gefäße und Scherben sowie eine Jadeaxt aus der Jungsteinzeit, Hockergräber aus der Bronzezeit, Keramik und Nadeln der Urnenfelderkultur sowie eine bronzene Fibel aus der Römerzeit.
Die erste schriftliche Erwähnung von Chřepice erfolgte im Jahre 1196 in der Gründungsurkunde des Klosters Bruck, zu dessen Grundausstattung es gehörte. Später war das Gut Chřipice zwischen verschiedenen Besitzern aufgeteilt. Dazu gehörten Přibík von Chřipice, Jindřich Jevišovický von Kunstadt, und der als Dürrteufel (Suchý Čert) bekannte Raubritter Hynek Jevišovický von Kunstadt, sowie Zdich von Ratišovice. Die erste Erwähnung eines Freihofes erfolgte 1432, als Elsbeth von Chřipice zusammen mit ihrem Mann Stach eine Hälfte desselben von ihrer Schwester Anna erwarb; im Jahre 1446 kauften beide auch die andere Hälfte von Wenzel Slyzd von Chřipice. 1436 erwarb Prokop Rechenberg von Želetitz von Johann von Koseik einen Hof in Chřipice. Im Jahre 1466 kaufte sein Nachfolger Wenzel Rechenberg eine halbe Lahn in Chřipice von Zich von Petrowic. 1541 erwarb Jindřich Březnický von Náchod das Dorf Chřipice mit seinen Höfen von den Brüdern Peter und Johann Rechenberg von Želetitz und schlug es seinem Gut Želetitz zu. Nachfolgender Besitzer war Friedrich Březnický von Náchod, der seine Güter Želetitz und Ober-Dannowitz 1556 für 2250 Mährische Gulden seiner Frau Margarethe von Zwola verschrieb. Im Jahre 1615 verkaufte Hynek Březnický von Náchod die Güter Želetitz und Ober-Dannowitz mit dem Markt Domschitz und dem Dorf Křipitz an Wilhelm Raupowsky von Raupow. Wenig später gelangten die Güter erneut an einen Grafen von Náchod. Nach dessen Tode veräußerten die Vormünder seiner Kinder die Güter an Karl Wenzel Graf von Hoditz. Dieser war jedoch als Nichtkatholik nicht besitzberechtigt, so dass die Güter 1641 für 50.000 Rheinische Gulden dem kaiserlichen Feldmarschall Johann von Götz († 1645) überlassen wurden.
Während des Dreißigjährigen Krieges verödete Křipitz, lediglich sechs Bauern- und  zwei Gärtnerstellen waren bewirtschaftet. 1657 waren neun Halb- und drei Viertelhüfnerstellen neu besiedelt; wüst lagen noch drei Halbhufen, drei Gärtnerstellen und fünf Chaluppen. Zwischen 1661 und 1677 wurden die Güter Želetitz und Domschitz mit Křipitz von landrechtlichen Bevollmächtigten für die Kinder Götzens verwaltet. Nach einer Taxation wurden sie am 22. Mai 1677 an Franz Ladislaw von Kraft verkauft. Dieser veräußerte die Güter am 13. Januar 1686 für 21.300 Gulden an Clara Rosalia verwitwete Gräfin von Martinic, die sie am 18. März 1687 für 27.600 Gulden an Johann Christoph Řykowský von Dobřic weiterverkaufte.
Das älteste Ortssiegel stammt von 1685; es zeigt eine Pflugschar und drei Sterne sowie die Inschrift Peczet Wubczy Krzepicz. Im Jahre 1689 bestand das Dorf aus 14 Häusern. Řykowský behielt die Güter ebenfalls nur für einige Jahre und verkaufte sie am 16. Juli 1693 für 52.000 Gulden und 100 Dukaten an Martha Maria Gräfin Braida, verwitwete von Blier. Diese, inzwischen in zweiter Ehe mit einem Freiherrn von Portenau verheiratet, veräußerte den Besitz am 30. Juni 1697 für 58.400 Rheinische Gulden am Esther Isabella Kostantia von Praschma, verheiratete Gräfin Berchtold. Deren Mann, Franz Karl Berchtold, kaufte noch 1711 das Gut Zerotitz mit Wainitz hinzu und vererbte den Besitz 1720 seinen Söhnen Franz Adam und Adam Ignaz. Nach der Erbteilung vom 23. November 1722 übernahm der ältere der Brüder, Franz Adam von Berchtold, die Allodialherrschaft Selletitz mit den angeschlossenen Gütern Zerotitz und Domschitz. Er verstarb noch im selben Jahre und hinterließ die Herrschaft seinem minderjährigen Sohn Prosper. Dieser verkaufte die Herrschaft Selletitz mit Zerotitz und Domschitz am 31. Dezember 1755 für 150.000 Rheinische Gulden an Maria Elisabeth verw. Gräfin von Waldorf. Durch Erbteilung vom 11. Juni 1761 übernahm ihr Sohn Ignaz die Herrschaften Selletitz und Sadek mit Roketnitz. 1764 lebten in den 39 Häusern von Křipitz 198 Personen. 1796 setzte Ignaz Graf von Waldorf Franz Kajetan Graf von Chorinsky mit der Bedingung, dass die Güter im Falle seines Eintritts in den Malteserorden dessen Bruder Ignaz zufallen sollten, zu seinem Erben ein. Im November 1831 starben beim Ausbruch der Cholera 30 Einwohner. Am 27. März 1832 erbte Friedrich Graf von Chorinsky von seinem Vater Franz Kajetan die Herrschaften Selletitz (mit Zerotitz, Krzepitz und Domschitz), Hostialkow und Wessely, die Andere Herrschaft Brumow sowie das Gut Sadek mit Roketnitz.
Im Jahre 1834 bestand das Dorf Křipitz bzw. Křipice, früher Chřipice genannt, aus 44 Häusern mit 253 Einwohnern, die von der Landwirtschaft lebten. Křipitz war das einzige rein deutschsprachige Dorf der Herrschaft. Pfarr- und Schulort war Bihařowitz, der Amtsort Selletitz. Bis zur Mitte des 19. Jahrhunderts blieb Křipitz der Allodialherrschaft Selletitz untertänig.
Nach der Aufhebung der Patrimonialherrschaften bildete Křepice / Krzepitz ab 1849 eine Gemeinde im Gerichtsbezirk Kromau. Im Jahre 1863 verkaufte Viktor Graf von Chorinsky die Güter Zerotitz und Selletitz einschließlich Krzepitz an Friedrich Kammel von Hardegger. 1868 wurde die Gemeinde Teil des Bezirkes Kromau. 1888 wurde in Křepice eine eigene einklassige Dorfschule erbaut, in der 30 Kinder unterrichtet wurden. 1890 lebten in den 45 Häusern des Dorfes 302 Personen. Die Freiwillige Feuerwehr wurde 1899 gegründet. Seit der zweiten Hälfte des 19. Jahrhunderts siedelten sich zunehmend Tschechen in Křepice an, die deutschsprachige Bevölkerung wurde zur Minderheit. Nach dem Ersten Weltkrieg zerfiel der Vielvölkerstaat Österreich-Ungarn, die Gemeinde wurde 1918 Teil der neu gebildeten Tschechoslowakischen Republik. Beim Zensus von 1921 bestand Křepice aus 51 Häusern und hatte 280 Einwohner. Im Jahre 1950 war das Dorf auf 69 Häuser angewachsen, die Einwohnerzahl dagegen auf 238 gesunken. Im Zuge der Aufhebung des Okres Moravský Krumlov wurde Křepice 1961 dem Okres Znojmo zugeordnet. Die Schule wurde 1964 geschlossen und die Kinder nach Mikulovice umgeschult. 1970 wurde Křepice nach Běhařovice eingemeindet. Am 29. November 1990 löste sich  Křepice von Běhařovice los und bildete eine eigene Gemeinde. Im Jahre 2001 lebten in den 67 Häusern von Křepice 138 Personen.

## Sehenswürdigkeiten
- Kapelle der Jungfrau Maria von Lourdes im Ortszentrum, sie wurde 1908 anlässlich des 60. Regierungsjubiläums an einen älteren Glockenturm angebaut. Die Glocke stammt aus dem 18. Jahrhundert.
- Denkmal für die Gefallenen des Ersten Weltkrieges, es wurde 2006 renoviert
- Historische Feuerspritze aus dem Jahre 1893, sie wurde 1999 anlässlich der Feier zum 100-jährigen Bestehen der Feuerwehr restauriert.
- Frühzeitliche Burgstätte Křepice, südöstlich des Dorfes auf einem Sporn über dem Zusammenfluss der Bäche Křepička und Stupešický potok